# Urnerbodä Kafi
Urnerbodä Kafi ist ein Schottisch aus der schweizerischen Ländlerszene. Die vom Urner Boden stammende Mutter des Akkordeonisten Kurt Albert pfiff einst eine improvisierte Melodie, die der Musikant zu seiner ersten Eigenkomposition weiterverarbeitete. Die Urversion wurde von ihm und seinen Musikanten im Jahr 1977 unter der Leitung von René Wicky aufgenommen. Kurt Albert spielte den Urnerbodä Kafi regelmässig mit seiner 1980 gegründeten Ländlerkapelle Echo vom Tödi. Die Melodie ist zu einem Evergreen geworden und wird auch von den Glarner Oberkrainern im Oberkrainerstil und im konzertanten Innerschweizerstil mit Sopransaxophon oder zwei Akkordeons gespielt.